# Callevopsis striata
Callevopsis striata is een spinnensoort uit de familie Macrobunidae. De wetenschappelijke naam van de soort werd voor het eerst geldig gepubliceerd in 1902 door Albert Tullgren.